# Операция «Оз и Нир»
Операция «Оз и Нир» (ивр. מבצע עוז וניר‎) — военная операция Армии обороны Израиля в Войне железных мечей, проводившаяся с 28 декабря 2023 года по 9 января 2024 года, по поимке террористов, участвовавших в резне в Нир-Озе, Нириме и Эйн-ха-Шлоша и бежавших на юг сектора Газа, а также демонтированию военной инфраструктуры ХАМАСа в этом районе.

## Предыстория
7 октября 2023 года палестинские террористы совершили внезапное нападение на мирные населённые пункты, окружающие границу сектора Газа . Среди населенных пунктов, понесших наибольшие потери, оказался кибуц Нир-Оз, значительная часть жителей которого была убита во время резни, а многие из них были похищены в сектор Газа. 27 декабря бригадный генерал Ави Розенфельд, командующий дивизией Газа, направил солдатам ЦАХАЛа письмо, в котором написал о цели операции.

## Ход операции
29 декабря 2023 года представитель Армии обороны Израиля объявил, что боевая группа 5-й бригады под командованием дивизии «Газа» совместно с бронетанковыми и инженерными войсками начала свои действия в районе Хирбет-Ахзаа на юге сектора Газа, откуда террористы ХАМАС 7 октября начали атаку на Нир-Оз. В ходе операции силам Армии обороны Израиля удалось ликвидировать террористов и атаковать туннельные шахты, туннельный маршрут и позиции противотанковых орудий. В ходе операции было обнаружено около 40 тоннелей и большое количество оружия, такого как автоматы Калашникова, пистолеты, гранаты, мины, гранатометы и минометы. Инженерные силы бригадной боевой группы уничтожили террористическую инфраструктуру, расположенную в домах террористов, участвовавших в бойне 7 октября. 31 декабря бойцы 5-й бригады ворвались в здание мэрии.
По словам представителя Армии обороны Израиля, бойцы обнаружили личные вещи жителей Нир-Оза, разграбленные в разных домах поселения, а также сельскохозяйственную технику, украденную с полей Нир-Оза. Кроме того, боевики обнаружили учебники ХАМАС, в которых обучают и отрабатывают методы эксплуатации ракетных установок и пусковых установок ракет. В одной из школ города были обнаружены картинки, рассказывающие о видах оружия.